# Peggy Seeger
Peggy Seeger est une chanteuse américaine de folk née le 17 juin 1935 à New York. Fille de Charles et Ruth Crawford Seeger, elle fut également l'épouse d'Ewan MacColl jusqu'à sa mort en 1989.